# Национални паркови САД
Национални паркови САД су специфични национални паркови „Америчког типа“ формирани превасходно за туризам и рекреацију грађана али и за очување природе и едукацију деце и омладине.
У САД постоји велики број националних паркова од којих је најпознатији Јелоустоун а уједно један од највећих паркова.
Сам појам Национални парк је област земље, често у власништву државе у којој се налази, већим делом заштићен од људског утицаја. Национални паркови су законом заштићене области.

## Национални паркови САД
- Јелоустоун
- Јосемити
- Национални парк Бразос
- Велики кањон Колорада
- Национални историјски парк културе Чако
- Национални парк Мамутска пећина